# U-Bahn-Station Alterlaa

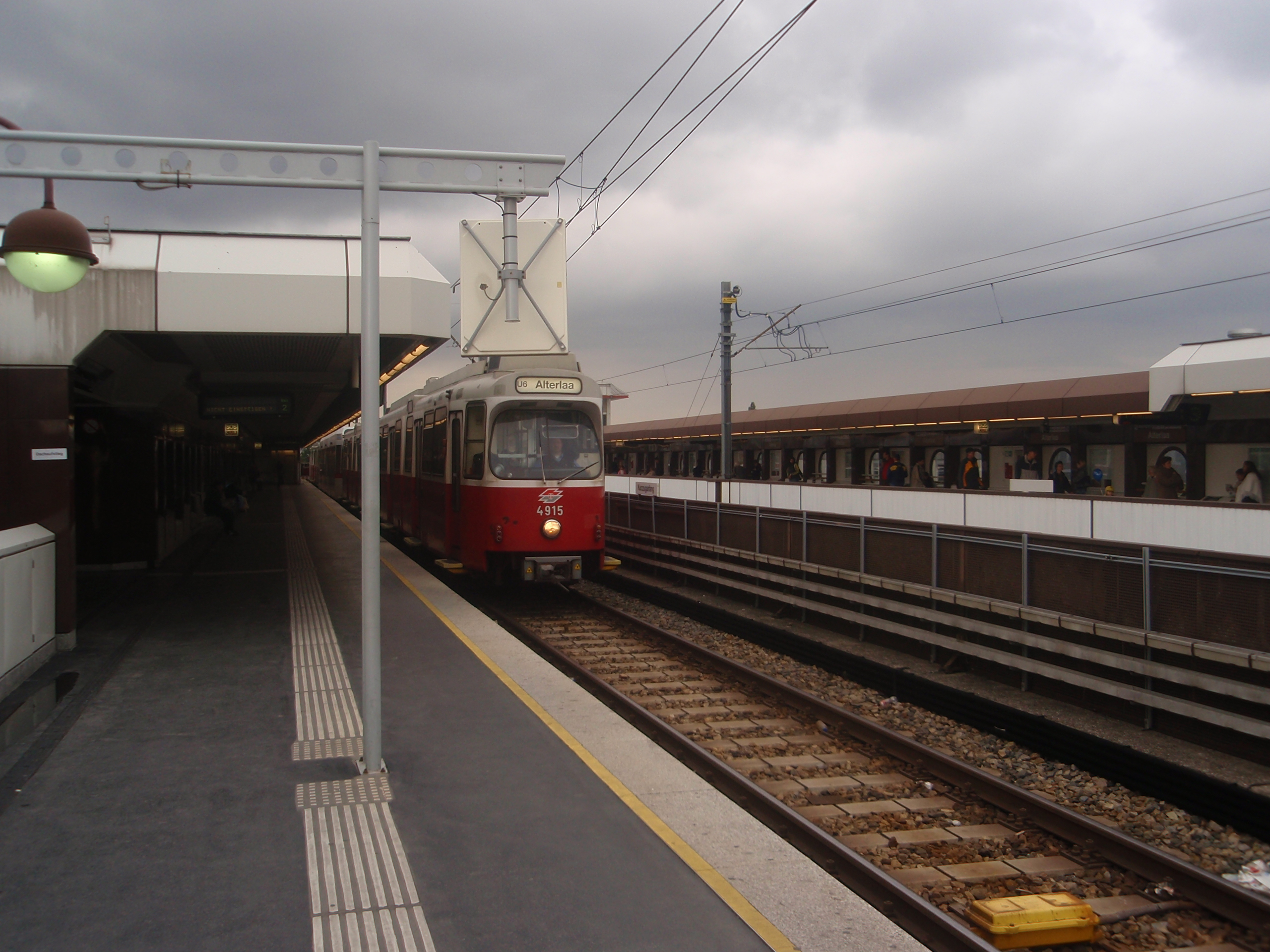
Alte Zuggarnitur in der Station Alterlaa

Die Station Alterlaa der Wiener U-Bahn an der Linie U6 im 23. Wiener Gemeindebezirk Liesing befindet sich in Hochlage über der Anton-Baumgartner-Straße, westlich der B224 Altmannsdorfer Straße sowie südlich des Liesingbaches. Sie wurde 1979 als Station der Schnellstraßenbahnlinie 64 der Wiener Straßenbahn eröffnet und schließlich bis 1995 zur U-Bahn-Station umgebaut.
Nordwestlich der Station befindet sich der Wohnpark Alterlaa, die größte nicht-kommunale Wohnhausanlage Österreichs sowie der Kaufpark Alterlaa. Die Station bietet Umsteigemöglichkeiten zu den Autobus-Linien 60A, 64A, 66A, 67B und an Werktagen zur Linie 64B und verfügt über eine großzügige Park&Ride-Anlage. Nachts wird die Station von der NightLine angefahren, an Wochenenden und Feiertagen verkehrt die U-Bahn durchgehend. Die Linie N64 hält hier nur in den Nächten Montag bis Freitag, wo nach telefonischer Bestellung das Astax N64 nach Siebenhirten zur Weiterfahrt wartet. Die Linie N66 hält hier täglich.
Südwestlich der Station befindet sich die Abstell- und Revisionshalle Rößlergasse, wo ein Teil des Fuhrparks der Linie U6 stationiert ist. Wegen des schwach frequentierten Südastes der U6 ist die Station Alterlaa während der Stoßzeiten in der Früh und am Nachmittag an Werktagen, ausgenommen Samstag die Endstation für jeden zweiten Zug bis Mitte Mai 2020 gewesen. Seit 11. Mai 2020 fährt jeder Zug, mit Ausnahme der Abendstunden unter der Woche, nach Siebenhirten.